# Карпинская, Ирина
Ири́на Карпи́нская (20 февраля 1964, Ленинград — 19 февраля 2018, Париж) — русская поэтесса, переводчица. С 1993 года жила во Франции.

## Биография
Училась на кафедре русской литературы Тартуского университета. С 1993 года жила в Париже. Научные и творческие интересы во многом связывала с переосмыслением структурно-семиотического метода Юрия Лотмана. Была соредактором (вместе с Ольгой Платоновой и Михаилом Богатырёвым) журнала «Стетоскоп». Входила в круг поэтов клуба «Симпозион», основанного Алексеем Хвостенко, активно участвовала в деятельности парижского литературно-философского салона Татьяны Горичевой. Обладала уникальным даром декламации, свои стихи читала в напевно-ритмической манере. Публиковались в антологии «Освобождённый Улисс», журналах «Воздух», «Солнечное сплетение», «Стетоскоп», Lettres russe и др. (часто под псевдонимом Кароль К.). Публиковала переводы с французского, в том числе книгу стихов Кристиана Прижана (Christian Prigent) «Душа». Помимо «чистой» поэзии занималась также инсталляциями, созданием «монструозных книг», перформативными актами.